# Церковь Успения Пресвятой Богородицы (Алексеевка)
Церковь Успения Пресвятой Богородицы — церковь построенная в 1864 году в хуторе Алексеевка, Октябрьского района Ростовской области. Памятник культурного наследия Ростовской области.

## История создания
Своим появлением, церковь Успения Пресвятой Богородицы, обязана императрице Марии Александровне — жене императора Александра II.
В день праздника Успения Пресвятой Богородицы, Мария Алексеевна была здесь проездом. Церковь, в то время отсутствовала и свита её сопровождавшая, организовала служение походной церковью. А сразу после отъезда императрицы местные казаки, приняли решение возвести на этом месте хуторскую, успенскую церковь. Относилась она к Малонесветайскому хутору Новочеркасской станицы, Черкасского округа , Александровск — Грушенское, Больше- Крепенское благочиния. Заложена 4 мая 1864 года, а освящена 19 сентября 1866 года. В начале, она была деревянная, а после пожара, на пожертвования торгового казака Наумова была возведена из плитового дикого камня. В 1887 году она была расширена. В 1909 году церкви принадлежал ещё и дом для церковного караула, крытый тесом.
Первым священником стал Кораблинов Василий Васильевич (02.11.1866-1890), его сменил Говоров Михаил Игнатьевич (16.06.1890-21.01.1894), следующим стал Васильев Павел Михайлович (01.05.1894-1897), за ним Попов Иван Афанасьевич (30.01.1897-18.12.1912), сменил его брат Попов Яков Афанасьевич (18.12.1912-1917), последний священник который нам известен Ивлев Тихон Владимирович (1917 и после 1918). Псаломщики церкви Успения Пресвятой Богородицы Смирнов Семен Александрович (10.02.1866-27.10.1887), Ефимов Константин (10.11.1887-1888), Юрченко Стефан Кузьмич (06.04.1888-1910), Лащенов Александр Алексеевич (1910-23.09.1913 и 06.11.1913-1918), Попов Николай Пантелеевич (23.09.1913-06.11.1913). Церковными старостами были только казаки, это Шелякин Павел Семенович (01.011866-1894), Яицкий Тимофей Самуилович (1894—1897), Калашников Павел Алексеевич (10.03.1906-1913), Шемякин Иван (1904—1909). 
Просфорницами были казачья вдова — Яицкова Елена Ивановна (1866—1893), Прасковья Ивановна, вдова мещанина (1893—1904), Дядькина Екатерина Иосифовна, так же казачья вдова (1904—1909)
Работала церковь долго, до начала 1950-х годов, после из неё сделали сельский клуб, потом склад сельхоз продукции и со временем она была практически разрушена. В 1998 году подростки устроили пожар, сгорели деревянные купол и крыша. Несколько лет тому назад началось её интенсивное восстановление. В храм начали возвращаться святыни, книги, иконы, церковная  утварь. В скором времени хуторяне услышат звон церковных колоколов и смогут посетить церковные службы. Церковь Успения Пресвятой Богородицы, признана министерством культуры Ростовской области памятником архитектуры.

## Примечание
1. ↑  Алексеевский отдел МУК МЦБ - Церковь Успения Пресвятой Богородицы. lib-alekseevka.at.ua. Дата обращения: 26 декабря 2019. Архивировано 24 декабря 2019 года.
2. ↑  Алексеевка|Церковь Успения Пресвятой Богородицы. sobory.ru. Дата обращения: 26 декабря 2019. Архивировано 28 декабря 2019 года.